# 上部行省統帥
上部行省統帥 （羅馬化：ho epi tōn anō satrapeiōn）是繼業者戰爭或塞琉古帝國時期統治伊朗高原及中亞地區的最高級官員，地位等同副王。
在希臘化時期當時伊朗高原和中亞地區被稱之為「上部行省」（羅馬化：anō satrapeiai），在一些文獻上或被稱為上部地區或高地國度，它沒有個明確那些行省或地區範圍屬於上部行省。該地理詞語最初可能在阿契美尼德王朝末期就出現，並在希臘化時代的希臘文獻大量使用，尤其是繼業者戰爭和塞琉古帝國時。在希臘化時代時統治該地區的帝國，為了管理龐大的上部行省地區，會增設一個「上部行省統帥」來監管該地區的各行省總督。

## 管轄範圍
「上部行省」這一地理名詞沒有明確的範疇，在亞歷山大帝國時期，它可以指底格里斯河以西開始的札格洛斯山脈起，涵蓋中亞南部至印度西北界，其中含米底亞、波西斯、卡爾馬尼亞、德蘭吉亞那、希爾卡尼亞、帕提亞、馬爾吉亞納、阿里亞、巴克特里亞和索格底亞那等行省。該地區初期也包含亞歷山大帝國中更東邊的地區，如帕洛帕米薩達、阿拉霍西亞、格德羅西亞等行省，但因為隨著前303年塞琉古一世將這些行省割給印度孔雀王朝旃陀羅笈多而不在計算之內。
上部行省統帥管轄範圍主要處於當時統治帝國的東部行省，並隨著帝國東疆而變動，雖然通常主要指札格洛斯山脈以西的地區，但有時亦也會隨著時局而把美索不達米亞、巴比倫尼亞等行省包含在內。

## 歷史

### 可能起源於阿契美尼德王朝
關於「上部行省」的地理概念，很可能在阿契美尼德王朝後期就已經產生，如在大流士三世末期，高加米拉戰役戰後大流士糾集殘兵於米底亞，並下令讓「上部行省」總督們率兵集結於埃克巴坦那。
此外，波斯帝國是否存在「上部行省統帥」的職位概念不是很確定，上部行省軍區的相關史料證據是基於西西里的狄奧多羅斯記載，記錄了當時阿爾塔薛西斯三世把「上部行省」交給巴戈阿斯管理，儘管巴戈阿斯的統帥「上部行省統帥」的職位，這可能是狄奧多羅斯用後世的繼業者時代的術語來描述古代的事蹟，很難證明該職位已在阿契美尼德時期存在。另一方面，波斯帝國組織架構上確實存在一種高級軍事職位，它負責統帥數個行省的軍事，至少在小亞細亞就是如此。因此學者們推測當時帝國可能劃分了小亞細亞軍區、亞美尼亞軍區、敘利亞-巴比倫尼亞軍區和東部「上部行省」軍區，但可能這是臨時措施。儘管在一些涉及波斯帝國的古代文獻透漏，帝國高度重視巴克特里亞行省，而該行省在上部行省地區又屬於重要樞紐，從大流士三世時期巴克特里亞總督貝蘇斯權限上，似乎在管轄權上也凌駕於帝國東方其他總督，該行省總督在某些狀況下似乎擁有「東部副王」相等地位。但仍沒有證據顯示波斯帝國存在一個常備性「上部行省統帥」職位，沒有其他記錄證明該職位從阿契美尼德時期至希臘化時期有存在連貫性。

### 建立於繼業者時期
在亞歷山大大帝逝世之後，原本安置在巴克特里亞和索格底亞那行省的希臘傭兵發動叛變，執意返回希臘本土，而西西里的狄奧多羅斯記載了這事件是「上部行省」的希臘傭兵叛變。繼業者培松被任命為米底亞的行省總督，在前323年他被馬其頓王軍的國人大會推舉為平叛軍最高統帥，負責鎮壓帝國東部行省的希臘傭兵叛亂，並獲得某種程度可以管轄當地各行省總督的平叛全權。儘管一開始這種權限沒有像後世的軍區統帥的權限那樣高，但培松似乎有意讓這種權力逐漸擴大，並威壓當地行省總督們，最終導致帝國東部行省總督群起反對他，於前317年將他逐出米底亞行省。前317年繼業者安提柯在第二次繼業者戰爭與培松聯合，安提柯在擊敗歐邁尼斯和帝國東部各行省聯軍後，在前316年安提柯一世上表培松為「米底亞總督兼上部行省統帥（strategos）」，讓他管轄整個帝國東部行省，這也是「上部行省統帥」首次出現於希臘化時期史料上。但不久，安提柯設計逮捕了野心勃勃的培松，隨即處斬。
在培松被處決後，安提柯任命兩位官員去接替該位置，他命歐戎托巴提斯為米底亞總督，命希波斯特拉托斯（Hippostratos）為「上部行省統帥」。根據現代學者赫爾曼·班特森（Hermann Bengtson）推測，希波斯特拉托斯的職位權限可能介於全權的「上部行省統帥」和「行省統帥」之間，僅是統領帝國東部行省的王軍（希臘語：βασιλική δύναμις），而各行省總督統領自己領地的徵召兵。希波斯特拉托斯的任命僅是暫時的，到了前315年，安提柯任命自己的將領尼卡諾爾為新任「米底亞總督兼上部行省統帥」，此時恰好安提柯要離開巴比倫尼亞返回地中海周遭去對抗他的敵人們，而他親自在位的西部行省卻沒有類似的安排，顯示改職位設立的目的是因為安提柯本人專注於西部事務時，派一人全權管理東部行省，確保東部安全。尼卡諾爾一直擔任這職位，並管理著安提柯東部行省，直到前312年另一位繼業者塞琉古奪取了巴比倫尼亞行省，尼卡諾爾他率軍前來討伐但在戰鬥中不幸陣亡為止。之後，東部上部行省各轄區被塞琉古所控制，而上部行省統帥這個職位則被暫時廢除。

### 塞琉古帝國時期
塞琉古一世建立塞琉古帝國後，效法歷山大大帝東征，征服了巴克特里亞和索格底亞那行省，但在印度孔雀王朝的爭戰中，割讓了帕洛帕米薩達、阿拉霍西亞、格德羅西亞省份。前291年塞琉古一世立自己兒子安條克一世為共治王，並將帝國東部上部行省皆由其管理，開創塞琉古帝國把繼承人立為共治王傳統，管轄帝國東、西其中一區。之後塞琉古帝國後續君主經常讓王室成員或心腹大臣擔任「上部行省統帥」，統領帝國東部。如安條克一世讓其子兼共治王塞琉古和安條克二世先後統治帝國東部，以及安條克三世之子兼共治王安條克可能擔任此職位。
關於「上部行省統帥」治所依職位持有人而定，如安條克一世是設在巴克特里亞的巴克特拉，繼位前的安條克三世也可能擔任過這個職位，他當時在巴比倫尼亞的塞琉西亞。一些米底亞總督也經常兼任這個職位，如莫倫、邁內德姆斯（Menedemus）、提馬克斯。到後期該職位曾交給兩人擔任，前160年塞琉古帝國德米特里一世平定叛變的上部行省統帥提馬克斯後，根據考古銘文發現，德米特里一世任命米利都人兄弟阿波羅尼斯(Apolloniu)和拉查雷斯（Lachares）擔任新的上部行省統帥。

## 註腳
1. ↑  Briant 2002，第570頁.
2. ↑  Bengtson 1964a，第176頁.
3. 1 2  Aperghis 2004，第40頁.
4. 1 2 3  Strootman 2017，第412頁.
5. 1 2  Briant 2002，第746頁.
6. ↑  Bengtson 1964a，第176–177頁.
7. ↑  Olbrycht 2021，第45頁.
8. ↑  Briant 2002，第269–270, 746, 1001頁.
9. ↑  Briant 2021，第190頁.
10. ↑  Bengtson 1964a，第177–180頁.
11. ↑  Bengtson 1964a，第180頁.
12. ↑  Bengtson 1964a，第180–182頁.
13. ↑  Bengtson 1964a，第182–183, 207頁.
14. ↑  Bengtson 1964a，第184–186頁.
15. ↑  Coloru 2024，第312頁.
16. ↑  Coloru 2024，第314頁.

## 來源
- Aperghis, G. G. . Cambridge University Press. 2004. ISBN 9781139456135.
- Bengtson, Hermann.  I. Munich: C.H.Beck'sche Verlagsbuchhandlung. 1964a: 176–186, 197, 207, 208.
- Bengtson, Hermann.  II. Munich: C.H.Beck'sche Verlagsbuchhandlung. 1964b: 78–89.
- Bengtson, Hermann.  III. Munich: C.H.Beck'sche Verlagsbuchhandlung. 1967: 192, 200.
- Briant, Pierre. . Eisenbrauns. 2002. ISBN 9781575061207.
- Briant, Pierre. . BRILL. 2021. ISBN 0999475541.
- Coloru, Omar. . Hyland, John  (编). . Brill Academic Pub Press. 2024. ISBN 9004708219.
- Olbrycht, Marek Jan. . Brill. 2021. ISBN 978-9004460751.
- Strootman, Rolf. . Franz Steiner Verlag Wiesbaden gmbh. 2017. ISBN 9783515113823.